# نفوذ اقلیت
نفوذ اقلیت (انگلیسی: Minority influence) شکلی از نفوذ اجتماعی، زمانی اتفاق می‌افتد که یکی از اعضای یک گروه اقلیت بر اکثریت تأثیر بگذارد تا باورها، اعتقادها یا رفتار اقلیت را بپذیرند. نفوذ اقلیت زمانی اتفاق می‌افتد که یک گروه کوچک یا یک فرد با زیر سؤال بردن ادراکات اجتماعی تثبیت شده، و پیشنهاد ایده‌های بدیل و بدیع که مخالف هنجارهای اجتماعی موجود است، به عنوان عامل تغییر اجتماعی عمل می‌کند. دو نوع نفوذ اجتماعی وجود دارد: نفوذ اکثریت (که منجر به انطباق یا همنوایی و انطباق عمومی می‌شود) و نفوذ اقلیت (که منجر به تبدیل می‌شود). نفوذ اکثریت به تلاش اکثریت برای ایجاد انطباق بر اقلیت اشاره دارد، در حالی که نفوذ اقلیت، اکثریت را به پذیرش تفکر گروه اقلیت تبدیل می‌کند. برخلاف سایر اشکال نفوذ اجتماعی، نفوذ اقلیت اغلب به عنوان شکلی بدیع‌تر از تغییر اجتماعی در نظر گرفته می‌شود، زیرا معمولاً شامل تغییر شخصی در افکار خصوصی است. نمونه‌هایی از نفوذ اقلیت‌ها عبارتند از جنبش حقوق مدنی سیاه‌پوستان آمریکا (۶۸–۱۹۵۵) در ایالات متحده آمریکا و مقاومت داخلی علیه آپارتاید در آفریقای جنوبی.